# Hopedale, Ohio
Hopedale är en by (village) i Harrison County i Ohio. Vid 2010 års folkräkning hade Hopedale 950 invånare.